# ペットシュタット
ペットシュタット (ドイツ語: Pettstadt) は、ドイツ連邦共和国バイエルン州オーバーフランケン行政管区のバンベルク郡に属す町村（以下、本項では便宜上「町」と記述する）。

## 地理
この自治体は、バンベルクの南、ラウーエン・エーブラハ川がレグニッツ川に注ぐ河口に位置する。

### 自治体の構成
この町は、公式には4つの地区 (Ort) からなる。このうち孤立農場などを除く集落を以下に列記する。
- ノイハウス
- ペットシュタット

## 歴史
この町は、1070年に、Betestat として初めて言及されている。町の名前は、1000年頃にフランケン＝テューリンゲン地域に比較的よく現れる個人名ペトに由来する。1399年にペットシュタット教区が創設された。1754年には建築家ヨハン・ヤーコプ・ミヒャエル・キューヒェルによるバロック教会が建設された。この町は、1803年に帝国代表者会議主要決議によってバイエルン領となるまで、バンベルク司教座の司教座聖堂参事会領に属した。バイエルン王国の行政改革の時代、1818年の自治体令によって現在の自治体が形成された。2002年のバイエルン州の自治体再編時に、フレンスドルフとの自治体連合を解消した。

### 人口推移
この地域の人口は、1970年 1,041人、1987年 1,411人、2000年 1,829人であった。

## 行政
首長は、2014年からヨーヒェン・ハック (Freie Wählergemeinschaft) が務めている。

## 見所
ペットシュタットの特徴的な場所に『ペットシュタッター・シュミット』がある。これは、オーバーフランケン特有の渡し場で、レグニッツ両岸の集落の往来、サイクリング客などに利用されている。絵本『マックスとモーリッツ』でも言及され、地元では有名である。
ペットシュタットで最も注目すべきは、有名な建築家ミヒャエル・キューヒェルによるバロック教会マリエ・ゲブルト教区教会である。

## スポーツ
この町は、とりわけサークル活動に熱心な町である。大きなクラブとして、スポーツフェライン・ペットシュタット (SVP)、フライハント・シュッツェンフェライン・ペットシュタット (FSV)があり、この他に、釣りクラブ『ラウーエ・エーブラハ』が、地域を越えた活動を行っている。

## 引用
1. ↑  https://www.statistikdaten.bayern.de/genesis/online?operation=result&code=12411-003r&leerzeilen=false&language=de Genesis-Online-Datenbank des Bayerischen Landesamtes für Statistik Tabelle 12411-003r Fortschreibung des Bevölkerungsstandes: Gemeinden, Stichtag (Einwohnerzahlen auf Grundlage des Zensus 2011)
2. ↑  Bayerische Landesbibliothek Online